# Фернандес, Элиас
Элиас Фернандес Альбано (исп. Elías Fernández Albano; 1845, Сантьяго — 6 сентября 1910, Сантьяго) — чилийский политик, исполнявший обязанности президента Чили с 16 августа 1910 до своей смерти.

## Биография
Родился в Саньяго, сын Хуана де Диос Фернандес-и-Гана и Марии дель Пилар Альбано Мартинес де Вергара. Учился в Институте Насьональ (исп. Instituto Nacional) и выпустился как адвокат из Чилийского университета. Он был принят в суд 18 мая 1869 года. 16 августа 1871 года он женился на Мерседес Бараньяо Очогавия.
Он был избран главой Лонтуе (исп. Lontué) в 1885 году и переизбран в 1891 году. В 1894 году он был избран в Талка, округ Курепто и Лонтуе. Фернандес был дважды министром общественных работ при президенте Хорхе Монтте (1894—1896); министр обороны (1896—1897), министр финансов (1897) и министр внутренних дел (1899—1900) при Федерико Эррасурис Эчауррене, и снова министром внутренних дел при Хермане Рьеско (1902—1903).
В 1910 года тяжело больной президент Педро Монтт взял отпуск и отправился на лечение в Германию, что оказалось неуспешной затеей, и Фернандес, будучи министром внутренних дел, замещал президента в отсутствие Моннта и стал исполняющим обязанности президента после смерти Монтта 16 августа 1910 года. Фернандес подхватил простуду во время погребальной процессии Педро Монтта, которая развилась в пневмонию, что привело к сердечной недостаточности и смерти 6 сентября 1910 года в Сантьяго, после только трех недель в должности.